# Cory Johnson
Cory Rockne Johnson (Duluth, 5 aprile 1988) è un cestista statunitense.